# Beribavar
Beribavar est une commune de Mauritanie située dans le département de Néma de la région de Hodh Ech Chargui.

## Géographie
La commune compte 3 845 habitants en 2013 contre 3 147 en 2000.